# Starohrvatska kruna
| Tradicionalni prikaz starohrvatske krune |  | Tradicionalni prikaz starohrvatske krune |
| Tradicionalni prikaz starohrvatske krune |  | Moderni prikaz starohrvatske krune       |

Starohrvatska kruna, često nazivana i Tomislavova kruna ili Zvonimirova kruna pojam je koji, osim fizičke krune, označava i virtualnu krunu i Hrvatsko Kraljevstvo u državnopravnom smislu. Osobito se počeo koristiti u 19. stoljeću za buđenja hrvatske nacionalne svijesti.

## Rani srednji vijek

### Prikaz hrvatske krune
U Splitu, u bivšem Jupiterovu hramu, a potom krstionici sv. Ivana nalazi se kameni krsni zdenac sastavljen od desetak ukrašenih kamenih ploča. Na jednom od njih, ponešto oštećenom, koji je prethodno služio kao oltarna pregrada, nalazi se reljef s pleternom ornametikom i prikazom triju osoba. Među njima ističe se čovjek sa širokim plaštem i krunom na glavi. Sjedi na prijestolju bez naslonjača, u lijevoj ruci drži kraljevsku jabuku, a u desnoj križ. S njegove desne strane u stojećem je stavu prikazan dostojanstvenik odjeven pripasanom tunikom, a pod njegovim nogama potrbuške ispruženi podanik s rukama koje se sklapaju u prošnju. Uz predromaničku plošnost likova, tu je i velika slobodna ploha. Procijenjeno je da je ova oltarna pregrada s kraja 11. stoljeća, a pretpostavlja se da je iz Solina.
Najveći poticaj romantičarskom tumačenju ovog reljefa dao je 1879. Ivan Kukuljević Sakcinski u radu o kralju Tomislavu. On opisuje izgled same ploče, te zaključuje da je na njoj zasigurno prikazan hrvatski vladar i da je kruna kojom je okrunjen "kruna hrvatska". Nadalje, Kukuljević primjećuje da kruna s reljefa sliči bizantskoj kruni kakva se vidi na prikazima cara Justinijana, s time što kruna s reljefa ima na vrhu tri križa, što je pak bila značajka franačkih kruna. U odnosu na bugarsku krunu, ova je viša i bogatije urešena. Ovakvu se tumačenju usprotivio don Frane Bulić, koji je 1888. iznio svoje mišljenje da je osoba na prijestolju zapravo prikaz Isusa Krista.
Prigodom proslava tisućite obljetnice hrvatskoga kraljevstva održao je Ljubo Karaman predavanje koje je kasnije i objavljeno, a u kojem je ispitao i Kukuljevićevu i Bulićevu tezu, te zaključio da je na reljefu prikazan hrvatski kralj, a da kruna ima oblik koji su imale krune hrvatskih kraljeva. Po njemu, kruna s reljefa sliči krunama franačkih vladara iz doba karolinga.
Vjekoslav Klaić daje naslutiti kako misli da bi vladar s reljefa mogao biti kralj Tomislav, naslovljujući čak i članak o tom reljefu "Kruna kralja Tomislava". Valja razumjeti ovo njegovo razmišljanje u okviru proslava tisućite obljetnice hrvatskog kraljevstva čiji je vrhunac bio 1925. godine. Takvu će se tumačenju usprotiviti kasniji povjesničari.

### Pitanje Tomislavove krunidbe
Klaić se, poput ranije Kukuljevića Sakcinskog, obilno služi Ljetopisom popa Dukljanina u kojem se govori o krunidbi nekog vladara kojega već Kukuljević, bez argumenata, poistovjećuje s Tomislavom, premda hrvatska redakcija Ljetopisa daje tome kralju ime Budimir. I za Klaića je Tomislav prvi hrvatski kralj čija je krunidba svečano izvršena na Duvanjskom polju. Ferdo Šišić drži da se Tomislav najkasnije 925. sam proglasio kraljem, povodeći se pritom primjerom bugarskog cara Simeona. Ovaj Tomislavov novi naslov potvrdio mu je i papa Ivan X., koji mu se u pismu iz 925. obraća upravo s naslovom „kralj“ (lat. rex), a ne više „knez“ (lat. dux). Naime, u katalogu splitskih nadbiskupa stoji: „Nadbiskup Ivan bio je godine 914. u doba kneza Tomislava“ (lat. Tomislao duce). U pismu pape Ivana X., namijenjenom dalmatinskom svećenstvu, samom Tomislavu i zahumskom knezu Mihovilu Viševiću stoji: „U vrijeme presvetog pape Ivana, dok je u pokrajini Hrvata i u krajevima Dalmacije bio konzul kralj Tomislav“ (lat. consultatu peragente in provincia Chroatorum et Dalmatiarum finibus Tomislao rege). Šišić također misli da nije nemoguće da je papa Tomislavu poslao i krunu s ostalim kraljevskim znacima, no nikakvih vijesti o njegovoj krunidbi.
Nada Klaić, na temelju opsežnih istraživanja hrvatskog srednjovjekovlja, te razdoblja kralja Tomislava, pobija mišljenje starije hrvatske historiografije o Tomislavovoj krunidbi na Duvanjskom polju, te ističe da sama činjenica što mu papa Ivan X. u pismu daje naslov rex ne mora značiti i da je ovaj hrvatski vladar doista bio i službeno okrunjen. Neven Budak slaže se s ovim mišljenjem, te misli da je bila riječ o nastavku podizanja ugleda hrvatskih vladara koje je započelo davanjem naslova "princeps" Muncimiru. Rast Tomislavova ugleda bio je potaknut njegovim uspjesima u borbama protiv Bugara i Mađara. Premda, prema Budaku, nije bilo formalne krunidbe, on drži da se Hrvatsku otada može nazivati kraljevinom, jer su se i Tomislavovi nasljednici nazivali kraljevima, a i ustroj državnog uređenja odgovarao je ustroju kakav je bio uobičajen u kraljevinama. Ivo Goldstein također dokazuje da se u Tomislavovu slučaju ne može govoriti ni o kakvoj krunidbi te da je prvi ovjenčani hrvatski kralj Stjepan Držislav, a prvi formalno okrunjeni kralj tek Zvonimir.

### Krunidba Stjepana Držislava
Stjepan Držislav (969. – 997.) naslijedio je vlast svoga oca Mihajla Krešimira II. koji je uspio stabilizirati stanje u zemlji nakon ubojstva kralja Miroslava. Stjepan Držislav bio je u izuzetno dobrim odnosima s Bizantom koji mu daje upravu nad bizantskom Dalmacijom, te mu šalje znakove kraljevske vlasti. Tako bi vladar s reljefa mogao biti Stjepan Držislav, a kruna bi bila ona što ju je primio do Bizanta.

### Zvonimirova krunidba
Kralj Zvonimir (1075. - 1089.) bio je ban svoga prethodnika kralja Petra Krešimira IV. (1058. – 1075.) koji je pristao uz reformni pokret u Crkvi, a protiv cara Henrika IV. Zvonimir je nastavio takvu politiku, te je pristao uz papu Grgura VII. i vladao kao njegov vazal. Već 1076. papa zauzvrat šalje izaslanika opata Gebizona koji je 8. listopada 1076. ili 1075. u Solinu, u crkvi sv. Petra i Mojsija (današnji arheološki lokalitet "Šuplja crkva") okrunio kralja Zvonimira krunom poslanom od pape te mu predao žezlo, mač i zastavu u znak kraljevske časti. Prilikom krunidbe, u krunidbenoj zavjernici - prisezi, kralj Zvonimir papi daruje samostan sv. Grgura u Vrani, u kojem se, između ostalog, nalaze i "dvije zlatne krune dragim kamenjem ukrašene". Dakle, osim Zvonimirove, postojale su još dvije, još starije, hrvatske kraljevske krune.
Moguće je da oltarna pregrada ugrađena u krstionicu splitske crkve sv. Ivana zapravo potječe iz Solina, pa bi hrvatski vladar prikazan na reljefu mogao biti kralj Zvonimir, a kruna ona što ju je poslao papa Grgur VII. Nakon toga više nema spomena krunidbe nekog hrvatskog vladara. Postoje naznake da je kraljevske znakove, pa tako i Zvonimirovu krunu, u vremenu anarhije nakon smrti Stjepana II. najvjerojatnije čuvao splitski nadbiskup, a nakon toga vranski prior.

## Hrvatska kruna u Hrvatsko-Ugarskoj državi
Nakon stvaranja personalne unije 1102., Koloman se okrunio Zvonimirovom krunom u Biogradu. I drugi ugarski vladari nakon njega, barem u početku, dolaze se kruniti u Biograd posebnom krunom hrvatskoga kraljevstva. No, Mlečani su 1124. iz temelja razrušili Biograd. Nakon toga, sve do polovice 13. stoljeća ugarsko-hrvatski kraljevi i dalje su se krunili posebno za hrvatskog i ugarskog kralja. Tu praksu je dokinuo Bela IV. 1235. Prestankom prakse zasebnih krunidbi za Hrvatsku, na neko vrijeme nestaje i svaki spomen hrvatske krune. Ponovno oživljava prilikom dinastičkih borbi početkom 15. stoljeća. Dalmatinski gradovi i većina Hrvatske pristali su uz Ladislava Napuljskog, koji se na poziv svečanog zadarskog poslanstva iskrcao u Zadru, gdje ga je 5. kolovoza 1403. godine u katedrali sv. Stošije u prisutnosti vojvode Hrvoja Vukčića Hrvatinića za kralja Hrvatske okrunio ostrogonski nadbiskup Ivan Kanižaj. Nije poznato kojom je krunom okrunjen, no može se naslutiti da je to bila upravo Zvonimirova kruna, možda iz Vrane ili Splita. Već početkom studenog 1403. Ladislav je napustio Zadar, kako bi se vratio u Napulj, gdje je 1409. prodao Dalmaciju Veneciji za 100.000 dukata. Nije poznato je li ponio Zvonimirovu krunu sa sobom. Ova krunidba je bila posljednja na hrvatskom tlu, a nakon nje nestaje svaki spomen hrvatske kraljevske krune.
Legenda o hrvatskoj kruni dobivala je svoje veće značenje u doba kad je hrvatsko plemstvo tražilo način kako se oduprijeti ugarskim nastojanjima oko potpunog preuzimanja vlasti u Hrvatskoj. Cetinski sabor prilikom kojega je na vlast u Hrvatskoj došao Ferdinand I. Habsburgovac bio je jedno od očitovanja neprijateljstva protiv ugarskog plemstva koje je stalo uz Ivana Zapolju.
Oslobođenjem Slavonije u Velikom turskome ratu (1683. – 1699.) pitanje ujedinjenja hrvatskih zemalja, te time i krune trojednoga Hrvatskoga Kraljevstva postaje ponovo aktualno.

## 19. stoljeće
Osobito će se u 19. stoljeću razviti legenda o kralju Zvonimiru, što će potaknuti i kasnije stvaranje umjetničkih prikaza njegove krunidbe, dok će kasnije težište prijeći na legendu o kralju Tomislavu, što izravno valja zahvaliti nastojanjima Ivana Kukuljevića Sakcinskog. U drugoj polovici 19. stoljeća pojam Zvonimirove krune odnosi se najčešće na pojam suvereniteta Kraljevine Hrvatske. U tom smislu, virtualna Zvonimirova kruna postaje za Hrvate ono što je Mađarima u to vrijeme kruna sv. Stjepana, Česima Vaclavova kruna i slično. Tako se mađarske zemlje nazivaju Zemljama krune sv. Stjepana, a češke Sv. Vaclava, jer je u to vrijeme kruna (pa i virtualna) oznaka državnosti. U tom smislu značajno je razlaganje don Mihovila Pavlinovića u njegovom djelu Hrvatska misao (program) iz 1869.
| „ | Mi hoćemo samostalnu Hrvatsku, prema državi i državnoj zajednici kojoj mu god bilo. Ugarsku krunu priznajemo hrvatskom krunom u koliko je danas s tom krunom, nekim običajem, spojena hrvatska kruna dok ju nose kralj iz porodice Habsburgo-Lorenske, od Hrvata slobodno i samostalno god 1527. izabrane. Netom izumre ta porodica, pravno prestaje i zajednica te krune, iz koje nastaju istanovice dvie posebne krune. Za Ugre Stjepanova, za Hrvate Zvonimirova. Međutim ta kruna nije ni danas naprama Hrvatskoj samo ugarska, nego je Hrvati zovu hrvatskom, kao što uistinu i jest, a samo kao zajednička zove se ugarsko-hrvatska; nit se ta kruna pravno zove za obe države Stjepanova, nego Stjepano-Zvonimirova, premda je tvarno (materialno) Stjepanova. Rieč ugarska uobičajila se kao obćena i kraća i sobom podrazumievajuća ime krunu te prave Ugarske kao što i kraljevine družice Hrvatske. | ” |
|   | |   |

Godine 1876. obilježena je osamstota obljetnica Zvonimirove krunidbe. Tom prigodom je August Šenoa napisao pjesmu U spomen osamstogodišnjice krunidbe hrvatskoga kralja Dmitra Zvonimira. Osim toga, kralj Zvonimir i njegova krunidba bili su popularan motiv hrvatskim slikarima - Celestinu Medoviću, Josipu Franji Muckeu, Ferdi Quiqerezu i drugima.

## Tisućita obljetnica Hrvatskoga Kraljevstva
Iako su pripreme počele još 1914., tijekom 1925. godine na području Hrvatske i Bosne i Hercegovine (u tadašnjoj Kraljevini Jugoslaviji) održavale su se svečanosti prigodom tisućite obljetnice Hrvatskoga Kraljevstva, potaknute upravo prvim spomenom naslova »kralj« za Tomislava u papinu pismu. Tada je i govor o starohrvatskoj kruni, u prvom redu o kruni kralja Tomislava, dobio na simboličnoj važnosti. Godine 1925. prikaz te krune u zlatotisku resio je Zbornik kralja Tomislava. Tom su krunom bili okrunjeni i svi hrvatski kraljevi iz vremena postojanja hrvatske ranosrednjovjekovne kraljevine prikazani na plakatu tiskanom uz tisućitu obljetnicu Hrvatskoga Kraljevstva. Prikaz sličnih kruna izveden je na nekim zastavama Hrvatskog sokola izrađenih i posvećenih tijekom dvadesetih godina. Istom je krunom okrunjen i grb na zastavi koju je Hrvatski radiša godine 1928. poklonio Hrvatskoj bratskoj zajednici u Pittsburghu.
Kada se godine 1934. obilježavala 250. godišnjica postavljanja kipa Majke Božje Bistričke i maloga Isusa na oltar crkve u Mariji Bistrici i zavjetnog hodočašća Zagrepčana u to svetište, pojavila se ideja o izradi novih kruna za kip. To je ubrzo i ostvareno. Dne 7. srpnja 1935., tek dva mjeseca nakon izbora za beogradsku Narodnu skupštinu i u doba jačanja antihrvatskoga nasilja, zagrebački nadbiskup Antun Bauer i njegov koadjutor Alojzije Stepinac u Mariji Bistrici predvodili su svečanost krunidbe kipa Majke Božje Bistričke krunom hrvatskih kraljeva, koju nazivaju »krunom Tomislavovom i krunom Zvonimirovom«.
U velebnoj svečanosti sudjelovali su brojni svećenici i velik broj vjernika, osobito Zagrepčana koji su pješice došli do Marije Bistrice. U tome slavlju osobito se istaknuo tadašnji zagrebački nadbiskup koadjutor Alojzije Stepinac. Kruna ima oblik one s reljefa iz Splita, a njome je okrunjen Marijin kip, kao i lik maloga Isusa u njezinu naručju. Slika ovog kipa s tom starohrvatskom krunom bit će potom prisutna u mnogim domovima hrvatskih obitelji, posebice od proslave 13. stoljeća kršćanstva u Hrvata 1984.

## Drugi svjetski rat
Rimskim ugovorima, osim predaje teritorija (na tragu Rapalskoga ugovora), NDH na čelu s Antom Pavelićem uredila je i međudržavne odnose s Kraljevinom Italijom. Predviđeno je da NDH postane Kraljevina Hrvatska, koja će personalnom unijom biti vezana s Italijom. 18. svibnja 1941. na ceremoniji u Kvirinalskoj palači Ante Pavelić s nekoliko hrvatskih izaslanika je tražio od talijanskoga kralja Viktora Emanuela III. da odredi jednog člana savojske dinastije za hrvatskog kralja. On je izabrao talijanskog princa Aimonea te mu je ponuđena hrvatska kraljevska kruna prema Zakonskoj odredbi o Zvonimirovoj kruni. Prije Rimskih ugovora Poglavnik je bila institucija koja je označavala državni suverenitet, a kasnije to svojstvo prelazi na Zvonimirovu krunu. Kruna je bila oblika zlatnoga vijenca spletenog od trolista s hrvatskim pleterom na koji je bio pričvršćen nešto veći križ, te mu je predana zajedno sa zlatnom jabukom. Pri primanju "krune" uzeo je ime Tomislav II., kao spomen na prvoga hrvatskog kralja Tomislava. Krunidba je predviđena u Tomislavgradu, ali je Aimone odbio otići u Hrvatsku zbog krize oko "Dalmatinskoga pitanja". Tomislav II. osjećao je da Dalmacija nikada ne može biti talijanska zemlja i da su Rimski ugovori neprijatelj hrvatsko-talijanskom izmirenju. Jedan od ostalih razloga zašto nije došao u Hrvatsku bila je ugroženost njegove osobne sigurnosti. Nikada nije imao stvarnu vlast za vladavine ustaške Vlade, koja je njegovu titulu kralja pretvorila samo u neznatan simbol nekadašnjega hrvatskog kraljevstva. Iako Aimone nikad nije stupio na hrvatsko tlo, on je temeljem Rimskih ugovora formalno postao hrvatski kralj s imenom Tomislav II. od Hrvatske, a NDH je službeno postala Kraljevina Hrvatska. Tomislav II. je abdicirao 20. kolovoza 1943. Kraljevina Italija bezuvjetno kapitulira 8. rujna 1943., nakon čega je Ante Pavelić (nakon konzultacija s Njemačkom) sljedeći dan stavio izvan snage Rimske ugovore.
Tijekom NDH, jedno od najviših odlikovanja bio je Red krune kralja Zvonimira, a postojalo je i odličje Kolajna krune kralja Zvonimira. I neka druga odličja su imala nosila prikaz Zvonimirove krune. Zastava Lakog prijevoznog zdruga, hrvatske postrojbe u sastavu talijanske vojske na istočnoj bojišnici, nosila je Zvonimirovu krunu iznad hrvatskog grba. Propašću NDH 1945., kruna je nestala iz uporabe.

## Od Drugoga svjetskog rata do danas
Kralj Tomislav na konjaničkom spomeniku Roberta Frangeša-Mihanovića, koji je izrađen 1935. godine i danas resi srce Zagreba, okrunjen je sličnom krunom. Iako otkriven tek nakon Drugog svjetskog rata, 1947. godine, lik toga spomenika ubrzo je po izradi objavljivan u različitim publikacijama i na razglednici izdanoj u korist njegova podizanja. Također su izrađene i značke različitih veličina na kojima je bila prikazana samo glava kralja Tomislava u reljefu, a i istovjetni brončani reljef manjih izmjera.
Nakon demokratskih promjena u Hrvatskoj 1990. godine, ponovno u ikonografiju ulazi prikaz starohrvatske krune. Ponovno češće korištenje te krune povezano je s Domovinskim ratom, kada su je na svoje znakove stavile neke postrojbe Hrvatske vojske i Hrvatskoga vijeća obrane. Poslije je ona prisutna u grbovima dalmatinskih gradova povezanih s hrvatskim kraljevima, kao i u grbovima Šibensko-kninske županije i Splitsko-dalmatinske županije. Time se htjelo naglasiti da se upravo na njihovu području nalazila kolijevka hrvatske države i da su upravo tamo stolovali hrvatski kraljevi. Nakon Domovinskog rata prisutna je i u grbu Knina kao grada u kojem je stolovao kralj Zvonimir te Biograda kao hrvatskog kraljevskog grada. Grb obližnjeg mjesta Vrana, usvojen 2011., prikazuje Zvonimirovu krunu kao podsjetnik na činjenicu da su se hrvatske kraljevske dragocjenosti (pa tako i kruna) čuvale (vjerojatno sve do početka 15. stoljeća) u benediktinskom samostanu i starom gradu Vrana. U BiH se nalazi na grbu Tomislavgrada, podsjećajući na legendarnu Tomislavovu krunidbu na Duvanjskom polju. Usto, prikaz splitskog reljefa s likom hrvatskog vladara nalazi se i na novčanici od 500 kuna.
Povodom snimanja dokumentarno-igrane serije HRT-a Hrvatski kraljevi, po prvi put je vjerno rekonstruirana starohrvatska kruna, koja se pojavljuje u seriji. Unatoč njezinoj razmjernoj čestoj uporabi, starohrvatska kruna ipak se ne može smatrati općeprihvaćenim nacionalnim simbolom, koji bi stajao uz bok hrvatskom grbu, zastavi i pleteru.
Kip Gospe od Loreta u Primoštenu otvoren je u svibnju 2017. godine. Na Gospinoj glavi nalazi se starohrvatska kruna optočena dragim kamenjem koje je obiteljsko vlasništvo mozaičara Garčevića.
- Moderni prikaz starohrvatske krune
- Starohrvatska kruna na grbu Šibensko-kninske županije
- Starohrvatska kruna na grbu  Tomislavgrada
- Starohrvatska kruna na grbu  Knina
- Starohrvatska kruna na grbu Splitsko-dalmatinske županije
- Starohrvatska kruna na grbu  Biograda
- Grb mjesta Vrana

## Vanjske poveznice
- Vjekoslav Klaić: Kruna kralja Tomislava  Arhivirana inačica izvorne stranice od 27. rujna 2007. (Wayback Machine)
- Vjekoslav Klaić: Nagađanja o hrvatskoj kraljevskoj kruni  Arhivirana inačica izvorne stranice od 29. rujna 2007. (Wayback Machine)
- Hrvatska kruna u 17. st.
- Nepoznate činjenice o hrvatskoj kraljevskoj kruni iz 1527.